# Beniarbeig

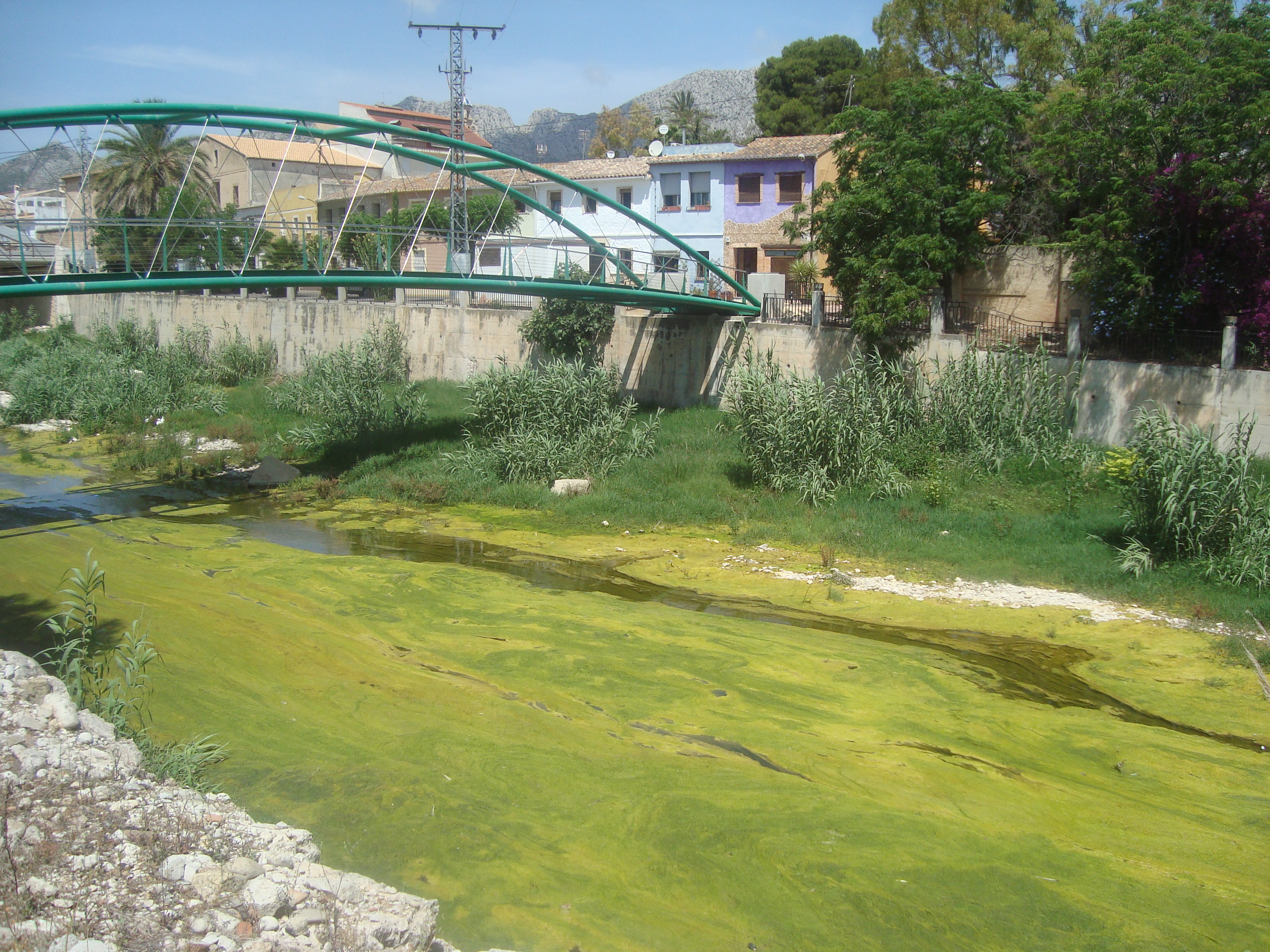
Cauce del río Girona o río Ebo a su paso por Beniarbeig

Beniarbeig es una población y un municipio de la Comunidad Valenciana, España. Situada en el noreste de la provincia de Alicante, en la comarca de la Marina Alta. Cuenta con una población de 2384 habitantes (INE 2024).

## Geografía
Beniarbeig se encuentra entre el valle de la Rectoría y el Marquesado de Denia, en el pie de la sierra de Segaría y cruzado por el río Girona, que divide el pueblo en dos. El puente que lo cruzaba era de inicios del XX y se hundió por la riada del 12 de octubre de 2007. Su término municipal tiene 7,4 km². Se encuentra a 42 metros de altitud de media y a solo 3 km de distancia de la playa.

### Límites
El término municipal de Beniarbeig limita con Benidoleig, Benimeli, Ondara, Pedreguer, Sanet i Negrals y El Verger (todos en la misma comarca).

### Acceso
Se accede mediante la salida 62 de la autopista AP-7 o por la nacional N-332 que pasa por la localidad próxima de Ondara.
Por la población cruzan:
- Carretera comarcal Verger-Sagra.
- Carretera comarcal Beniarbeig-Pedreguer.
- Antiguo camino Beniarbeig-Ondara.
- Transportes públicos:

En Denia y Gandía se encuentran las estaciones de ferrocarril más próximas. En Denia hacia Alicante y en Gandía hacia Valencia.
En Denia hay línea marítima de pasajeros hacia Ibiza y Palma de Mallorca.
También salen autobuses a Valencia y a Alicante desde Ondara y El Verger.
Los pueblos más próximos a los que se puede acceder desde Beniarbeig son Ondara, El Verger, Els Poblets en la costa. Hacia el interior Sanet i Negrals, Benimeli, Ráfol d´Almunia, Sagra, Tormos, Orba. Hacia el sur Pedreguer y Benidoleig.

## Historia
Antigua alquería musulmana, que tras la conquista perteneció al conde de Sinarques. En 1535 su parroquia se desmiembra de la de Denia, junto a las de Beniomer y Benicadim, que acabaron por despoblarse, y se convierte en rectoría de moriscos. El 1643 pasa a jurisdicción del marqués de Denia. En el siglo XVIII una importante crisis económica deja la población en cifras inferiores a la que había antes de la expulsión de los moriscos de 1609. La crisis demográfica continuó a principios del siglo XX en el cual hubo emigración hacia Francia y Argelia. A mediados del siglo pasado se recibió alguna inmigración procedente de las provincias de Jaén y Ciudad Real.
Las inundaciones del 12 de octubre de 2007, causadas por precipitaciones que superaron los 400 mm en algunos puntos, causaron la mayor crecida documentada del río Girona. Éstas afectaron entre otras poblaciones a Beniarbeig, donde se destruyó el puente sobre el río y se inundó parte de la población.

## Geografía humana

### Demografía
Cuenta con una población de 2384 habitantes (INE 2024).
| Gráfica de evolución demográfica de Beniarbeig entre 1842 y 2021                                                      |
| |
| Población de derecho según los censos de población del INE. Población de hecho según los censos de población del INE. |

La mayor parte son nacidos en el mismo pueblo y una minoría son de otros pueblos de la Comarca, de la Comunidad Valenciana, del resto del Estado y del extranjero. Los últimos años está aumentando el número de familias inmigrantes europeas y latinoamericanas.
El origen de su población es el siguiente (fuente: población escolar año 2003):
- - Beniarbeig: 35,15%
- - De otras localidades de la provincia de Alicante: 21,68%
- - De las provincias de Castellón y Valencia: 10,1%
- - De otras comunidades autónomas: 12, 67%
- - Del extranjero: 20, 4%

### Economía
La economía, tradicionalmente, dependía del cultivo de la naranja. También hay olivos y pinares. En los últimos años del siglo XX se diversificó hacia la construcción y los servicios. Muchos de estos últimos trabajan fuera del pueblo, en zonas costeras de la Comarca.

## Cultura

### Patrimonio

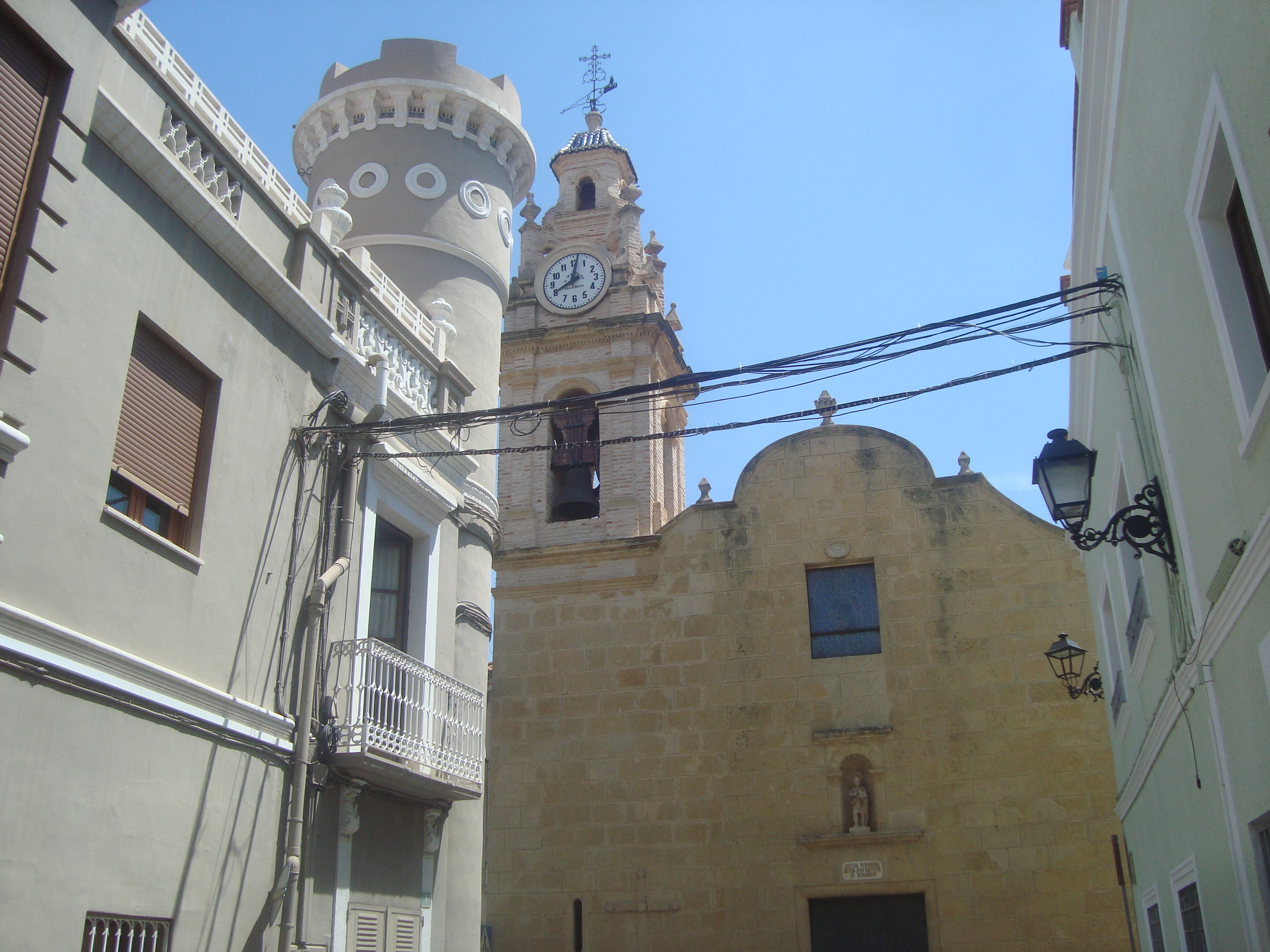
Iglesia parroquial de San Juan Bautista, del

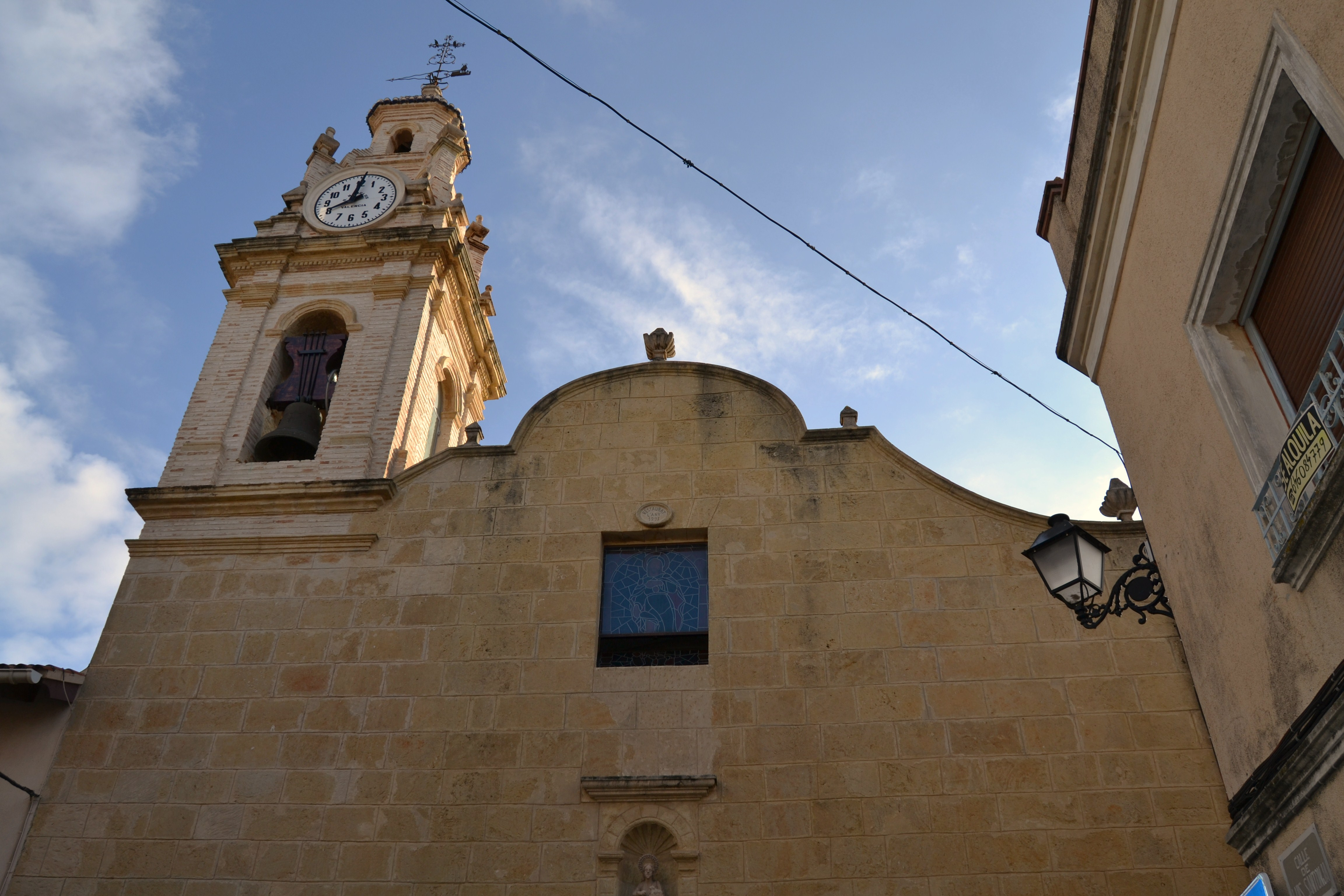
Iglesia de San Juan Bautista

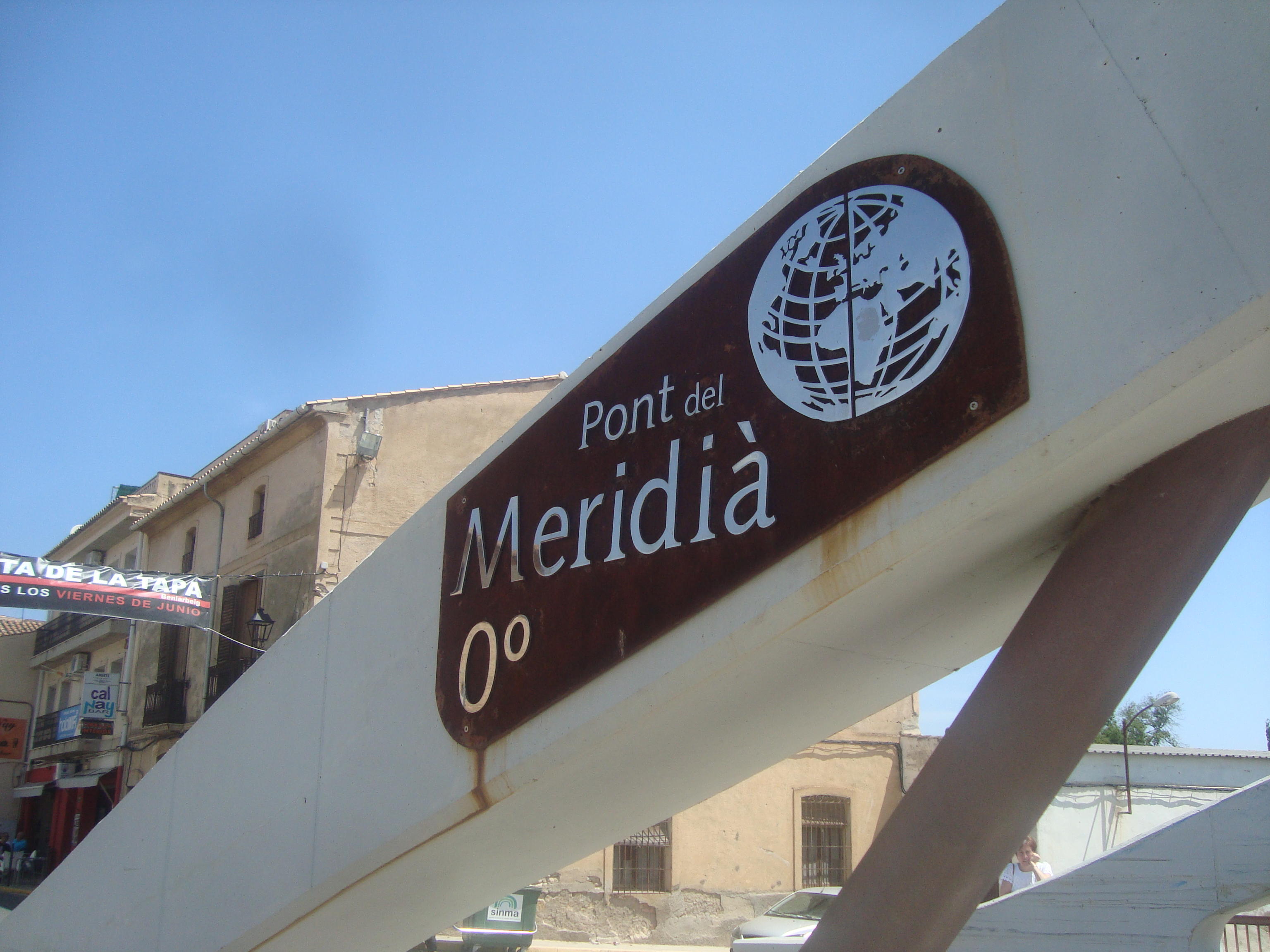
Puente del meridiano de Greenwich o Meridiano 0

- Iglesia parroquial de San Juan Bautista (siglo XVIII), de estilo neoclásico. Edificio de interés arquitectónico y muy bien conservado.

### Fiestas

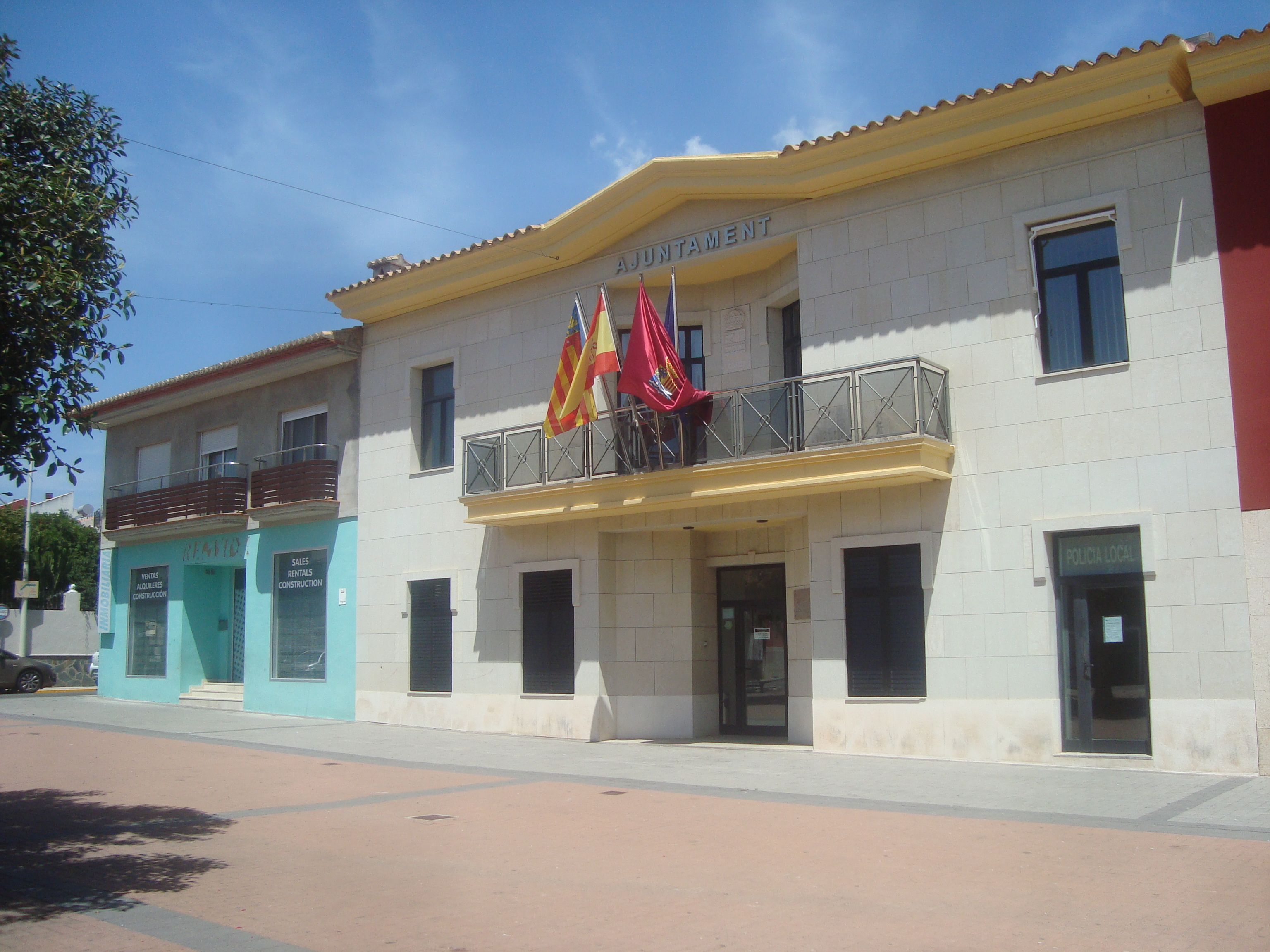
Ayuntamiento de Beniarbeig

Las fiestas Patronales tienen lugar durante la última semana de agosto en honor del titular San Juan Bautista, Ntra. Sra. de los Dolores y el patrón San Roque de Montpellier.

## Administración y política
| Periodo   | Nombre                | Partido     |
| --------- | --------------------- | ----------- |
| 1979-1983 | José Luis Sese Oliver | UCD         |
| 1983-1987 | José Luis Sese Oliver | AP          |
| 1987-1991 | José Luis Sese Oliver | AP          |
| 1991-1995 | Luis Gil Pastor       | PSPV-PSOE   |
| 1995-1999 | Luis Gil Pastor       | PSPV-PSOE   |
| 1999-2003 | Luis Gil Pastor       | PSPV-PSOE   |
| 2003-2007 | Luis Gil Pastor       | PSPV-PSOE   |
| 2007-2011 | Luis Gil Pastor       | PSPV - PSOE |
| 2011-2015 | Vicente Cebolla Seguí | PP          |
| 2015-2019 | Vicente Cebolla Seguí | PP          |
| 2019-2023 | Juan José Mas Escrivà | PSPV-PSOE   |